# Sophronica cantaloubei
Sophronica cantaloubei är en skalbaggsart som beskrevs av Stefan von Breuning 1958. Sophronica cantaloubei ingår i släktet Sophronica och familjen långhorningar. Inga underarter finns listade i Catalogue of Life.